# Mohamed Bouldini
Mohamed Bouldini (Casablanca, Marruecos, 27 de noviembre de 1995) es un futbolista marroquí que juega de delantero en el Real Club Deportivo de La Coruña de la segunda división de España.

## Trayectoria
Natural de Casablanca, Marruecos, empezó su carrera en su país jugando para el Raja Casablanca y el Ittihad Tanger de 2015 a 2018 en la Liga de Fútbol de Marruecos.
En la temporada 2018-19 se marchó a Portugal y firmó por la União Desportiva Oliveirense antes de fichar por la Académica de Coimbra. Con este equipo marcó 14 goles en la Segunda División, lo que le permitió ser el segundo máximo goleador del campeonato. Esto le permitió dar el salto a la Primeira Liga en la campaña 2021-22, recalando en el Clube Desportivo Santa Clara.
El 8 de enero de 2022 llegó cedido al Club de Fútbol Fuenlabrada de España hasta final de temporada. En ese periodo de tiempo logró siete goles en 17 partidos, pero estos no sirvieron para mantenerse en la Segunda División. Aun así el club ejerció la opción de compra que tenía para, en agosto, venderlo al Levante U. D.
El 29 de agosto de 2024, tras marcar dieciséis tantos en las dos campañas anteriores, fichó por el R. C. Deportivo de La Coruña.

## Clubes
| Club                         | País      | Año       |
| ---------------------------- | --------- | --------- |
| Raja Casablanca              | Marruecos | 2015-2017 |
| Ittihad Tanger               | Marruecos | 2017-2018 |
| U. D. Oliveirense            | Portugal  | 2018-2020 |
| Académica de Coimbra         | Portugal  | 2020-2021 |
| C. D. Santa Clara            | Portugal  | 2021-2022 |
| C. F. Fuenlabrada (cedido)   | España    | 2022      |
| C. F. Fuenlabrada            | España    | 2022      |
| Levante U. D.                | España    | 2022-2024 |
| R. C. Deportivo de La Coruña | España    | 2024-2025 |